# Figueroa at Wilshire
Figueroa at Wilshire  (originariamente conosciuto come Sanwa Bank Plaza) è un grattacielo di Los Angeles, in California. Fu costruito tra il 1988 e il 1990. È l'ottavo grattacielo più alto della città. Ha vinto il Rose Award nel 1991.